# Кятицы
Кятицы — деревня в Гдовском районе Псковской области России. Входит в состав Спицинской волости Гдовского района.

## География
Расположена в 9 км к юго-западу от волостного центра Спицино и в 37 км к югу от Гдова.

## Население
Численность населения данной деревни на 2000 год составляла 23 человек.